# Pays de Guingamp
Le Pôle d'équilibre territorial et rural du Pays de Guingamp est un établissement public situé dans les arrondissements de Guingamp et de Saint-Brieuc, dans le département des Côtes-d'Armor, en région Bretagne.

## Structure
À l'origine, le syndicat mixte du Pays de Guingamp comprend 71 855 habitants (populations légales 1999) sur 64 communes réparties en sept structures intercommunales :
- Communauté de communes de Guingamp
- Communauté de communes du Pays de Chatelaudren - Plouagat
- Communauté de communes du Pays de Belle-Isle-en-Terre
- Communauté de communes du Pays de Bégard
- Communauté de communes du Pays de Lanvollon - Plouha
- Communauté de communes du Trieux
- Communauté de communes du Pays de Bourbriac

Le 1er janvier 2015, le syndicat mixte devient un pôle d'équilibre territorial et rural.
Depuis le 1er janvier 2017, le Pays de Guingamp regroupe deux intercommunalités de 85 communes pour une population d'un peu plus de 100 000 habitants :
- Guingamp-Paimpol Agglomération
- Leff Armor Communauté
- L'Île-de-Bréhat (commune isolée)

## Administration
| Période       | Période                | Identité       | Étiquette | Qualité |
| ------------- | ---------------------- | -------------- | --------- | --- |
| décembre 2001 | avril 2004 (démission) | Noël Le Graët  | PS        | Maire de Guingamp (1995 → 2008) |
| avril 2004    | mars 2009 (démission)  | Thierry Burlot | PS        | Adjoint au maire de Pléguien (1999 → 2014) Conseiller régional de Bretagne (2004 → 2021) Président de la CC Lanvollon - Plouha (1995 → 2014)                                         |
| mars 2009     | mai 2014               | Jean David     | PS        | Maire de Belle-Isle-en-Terre (2001 → 2014) Président de la CC du Pays de Belle-Isle-en-Terre (1995 → 2014)                                                                           |
| mai 2014      | En cours               | Yvon Le Moigne | MoDem     | Maire de Squiffiec (1989 → ) 1er vice-président de la CC du Pays de Bégard (2014 → 2016) 11e vice-président de Guingamp-Paimpol Agglomération (2017 → 2020) Réélu en 2017 et en 2020 |